# Оно, Такаси (дзюдоист)
Така́си О́но (род. 25 июня 1980) — японский дзюдоист, двукратный призёр чемпионатов мира, чемпион Азии 2005 года и победитель Азиатских игр 2010 года.

## Биография
Японский дзюдоист, выступавший в трех весовых категориях: −81, −90 и −100 кг. Победитель чемпионата Азии 2005 года в весовой категории −81 кг.
С начальной школы занимался дзюдо вместе с другим известным дзюдоистом Кэйдзи Судзуки. После окончания школы обучался в университете Цукуба. Состоит в клубе Ryotokuji Gakuen, где его соклубниками являются Юсукэ Канамару, Томоо Тории, Масатоси Тобицука и бывший чемпион Азии Юта Ядзаки.
Выиграл все японские чемпионаты в период 2008—2010 и, будучи фаворитом на чемпионате мира 2010 в Токио, проиграл в третьей встрече бывшему олимпийскому чемпиону Илиасу Илиадису. Любимым приемом является учимата (бросок подхватом под одну ногу), также хорошо владеет техниками моротэ сеоинагэ (бросок через плечо с захватом ворота и рукава) и оучигари (зацеп изнутри). В 2009—2010 годах Оно считался одним из самых динамичных и зрелищных спортсменов в мире. Он проиграл Масаси Нисияме место в сборной Японии в весовой категории −90 кг перед отправкой на Олимпийские игры 2012 года в Лондоне.